# Tàctiques de distracció (biologia)

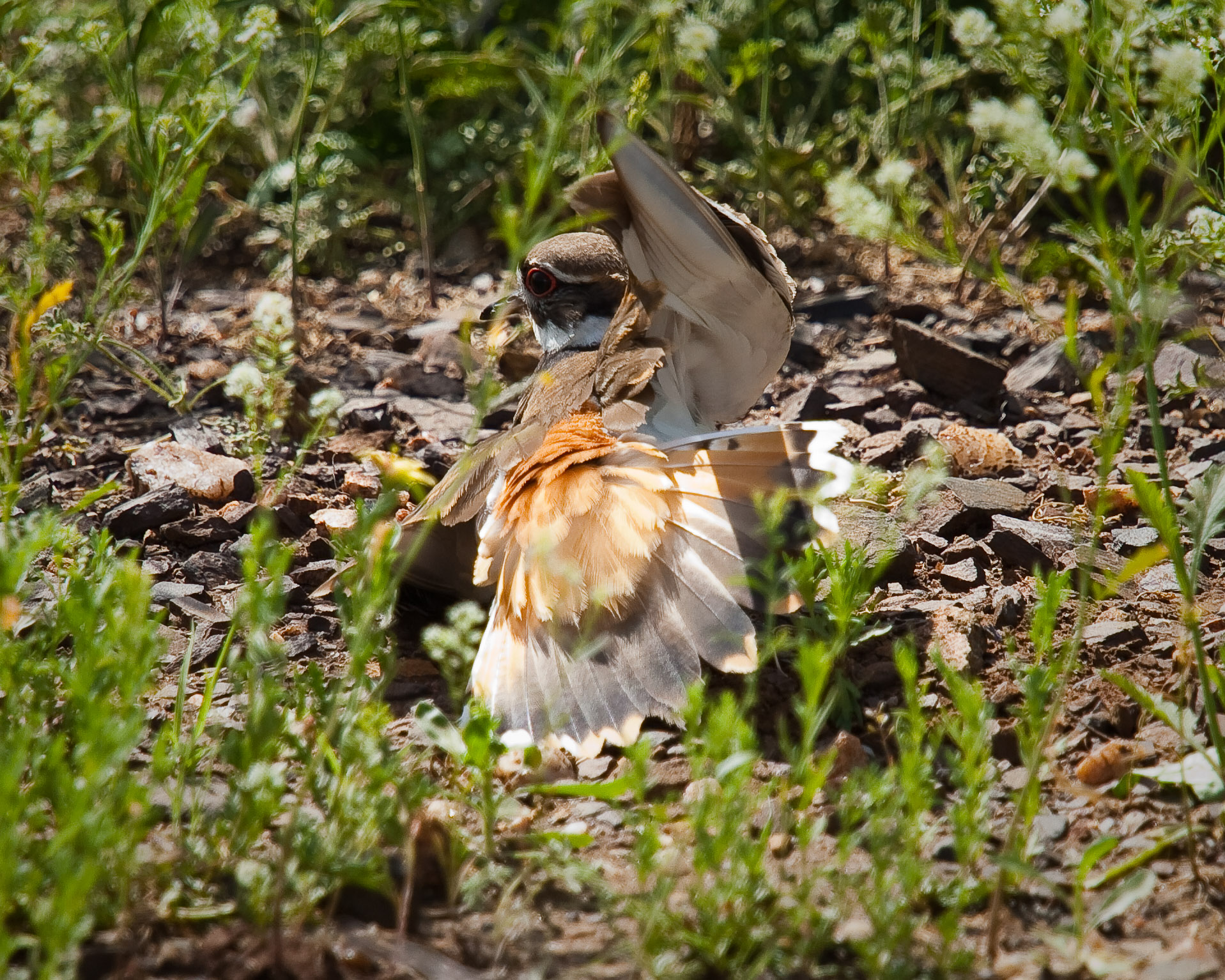
Corriol cua-roig fingint tenir una ala trencada.

Les tàctiques de distracció, també conegudes com a maniobres de distracció, o paratrepsis són comportaments anti-depredadors que s'utilitzen per atreure l'atenció d'un enemic i allunyar-lo d'alguna cosa, normalment el niu o la cria, que està sent protegida per un progenitor. Les tàctiques de distracció de vegades es classifiquen de manera més genèrica sota "comportaments de protecció del niu" juntament amb mostres agressives com ara el comportament d'assetjament. Aquestes tàctiques han estat estudiades molt àmpliament en diferents espècies d'ocells, però també s'han documentat en peixos espinosos (gasterostèids) i en algunes espècies de mamífers.
Les tàctiques de distracció més habituals solen consistir en fingir lesions, no obstant això, els animals també poden imitar el comportament d'un petit rosegador o una presa alternativa per atraure l'atenció del depredador; imitar les cries o comportaments de nidificació com la incubació (per provocar confusió sobre la ubicació real del niu), fer veure que cerquen aliment lluny del niu, o simplement cridar l'atenció sobre un mateix per desviar-la de la cria o del niu.

## Evolució

### Origen
David Lack va postular que les tàctiques de distracció eren el resultat de l'estat d'alarma i excitació en que es trobava l'ocell per haver estat expulsat del niu i no tenien cap propòsit per cridar l'atenció. Va observar un cas d'un enganyapastors, quan a un depredador el va fer donar tombs al voltant del niu diverses vegades, però no va fer cap intent d'allunyar-lo. A més, va assenyalar que les exhibicions de festeig es barregen amb les tàctiques de distracció de l'ocell, cosa que suggereix que les tàctiques de distracció no és una acció proposada en si mateixa i va observar que eren menys vigoroses com més freqüentment el depredador visitava el niu, com s'esperaria si la mostra fos una resposta impulsada per la por i la sorpresa.
Altres investigadors, inclòs Edward A. Armstrong no combreguen amb aquesta tesi tot i que reconeixen que els animals poden cometre errors al efectuar alguna d'aquestes tàctiques, tal com sembla que va fer l'enganyapastors en conduir-lo pel voltant del niu, va atribuir aquests errors no a la por sinó a un conflicte d'interessos entre l'autoconservació i els impulsos reproductius o d'atac enemic: l'ocell experimenta alhora un impuls per atreure el depredador i també per protegir directament les cries. Armstrong també va pensar que la incorporació d'exhibicions sexuals i d'amenaça a les tàctiques de distracció no representava necessàriament un error per part de l'animal, sinó que "podria fer que la maniobra fos més eficaç augmentant la seva visibilitat". Finalment, l'observació de tàctiques de distracció menys vigoroses a causa de aproximacions repetitives al niu per part del depredadors no impedeix que l'animal progenitor simplement aprengui que l'ésser humà, per exemple, no és una amenaça per a les seves cries. Jeffrey Walters va aportar proves que les fredelugues posseïen la capacitat de distingir entre diferents tipus de depredadors de diferents nivells d'amenaça, un comportament que presumiblement s'aprèn, potser a través de la transmissió cultural.
Armstrong va assenyalar, a més, que els animals que realitzaven les tàctiques de distracció poques vegades eren capturats pels depredadors, com s'esperaria si la maniobra fos realment descontrolada i que els moviments semblaven mostrar signes d'algun tipus de control per part de l'animal, encara que probablement no conscient. Un exemple de control aparent és la repetició de les vies d'escapament que utilitza l'animal quan s'allunya del niu. A més, els investigadors han observat que els pares es mouen cap al depredador durant la maniobra. Tot i que alguns d'aquests casos es podrien atribuir a errors comesos durant la "paràlisi parcial", en el cas descrit per Wiklund i Stigh, per exemple va observar que els ducs blancs caminaven o corrien constantment cap al depredador mentre es feien veure, cosa que suggereix que l'acció era deliberada.
Una hipòtesi addicional en consonància amb les idees d'Armstrong sobre els impulsos conflictius, suggereix que la incorporació de manifestacions sexuals i d'amenaces a la tàctica de distracció pot representar un comportament de desplaçament. El desplaçament es produeix quan un animal, incapaç de satisfer dos impulsos en conflicte, pot iniciar un comportament fora de context per "desfogar-se". Si un comportament de desplaçament en concret compleix una funció adaptativa, com ara l'augment de la supervivència dels joves, llavors pot experimentar una selecció positiva i arribar a ritualitzar-se i estereotipar-set en el nou context.
En qualsevol cas, hi ha algunes formes de tàctiques de distracció que de fet poden haver evolucionat a partir de respostes a l'estrès, una idea més alineada amb la hipòtesi d'en Lack. Un d'ells és l'exposició "corredissa amb rosegadors", en què un ocell s'enlaira les plomes per imitar el pelatge d'un rosegador i s'allunya del niu.

### Funcions adaptatives
Hi ha diverses condicions en què la tàctica de distracció pot ser avantatjosa per a l'animal, de manera que la inclusió a la defensa de la descendència de comportaments de desplaçament o d'estrès probablement pateixi una selecció positiva. La majoria d'aquests casos depenen de l'estat, tipus o de la ubicació del niu: la tàctica de distracció ha tendit a evolucionar en espècies en les que els nius per si sols no proporcionen una barrera física substancial als depredadors i en aquelles que nien en terrenys exposats o prop del sòl. Si el niu és en terreny obert, els pares poden percebre els depredadors a una distància més llarga i ser capaços d'abandonar el niu i començar a fer-se veure abans que el depredador estigui prou a prop com per localitzar el niu. Els ocells que nien a terra utilitzen diferents comportaments defensius com a part de les estratègies antidepredadors perquè nien on hi tenen accés una àmplia gamma de depredadors.
S'ha demostrat que per als corriols camanegre hi ha una correlació positiva entre els comportaments de defensa masculins i femenins dins de les parelles i que els nius en els quals els pares invertien més en la defensa del niu aquests eren menys depredats. A més, si el niu es troba a terra o prop del terra, els pares poden exhibir-se amb més eficàcia; Armstrong va assenyalar la relativa raresa en la literatura de la tàctica de distracció en espècies arbòries que nidifiquen i ho va atribuir a la dificultat de mostrar-se de manera convincent mentre l'ocell es troba en una branca. No obstant això, hi ha hagut informes anecdòtics de tallarols, mosquiters, etc, que nidifiquen de forma arborícola, quan se'ls molesta cauen a terra per fer una tàctica de distracció, a més de moure's al llarg d'una branca d'arbre. A més, la tàctica de distracció acostuma a ser més adaptativa quan els animals nidifiquen en solitari, ja que els nidificants solitaris tenen menys oportunitats d'assetjar un depredador o d'alguna altra manera de fer una defensa comuna, encara que s'ha observat que algunes espècies maniobren en grups. Finalment, la tàctica de distracció tendeix a ser adaptativa quan es produeix la depredació diürna per part de depredadors estimulats visualment (ja que és més probable que aquests depredadors reaccionin als moviments).

### En ocells
Les tàctiques de distracció s'han estudiat més àmpliament en ocells. S'ha observat en moltes espècies, incloses els passeriformes i els no-passeriformes, i ha estat especialment ben documentat en els Caradriformes.
Fingir lesions, incloses la de l'ala trencada o la impossibilitat de volar, és una de les formes més comunes de distracció. En la maniobra de l'ala trencada, els ocells que estan al niu s'allunyen d'ell amb les ales tremoloses per semblar un objectiu fàcil per a un depredador. Aquestes mostres de simulació de ferides són especialment conegudes en els Caradriformes, però també s'han documentat en altres espècies, com ara el duc blanc, el cercavores alpí i la tórtora nord-americana. Les maniobres d'impossibilitat del vol també poden suggerir una ala ferida, però a través d'una mostra d'intent de vol.
La falsa cria és un enfocament utilitzat pels Caràdrids. L'ocell s'allunya del lloc del niu i s'ajup a terra per semblar assegut en un niu inexistent i permet que el depredador se li apropi abans d'escapar-se. Una altra exhibició que s'observa en els ocells, així com en alguns ocells passeriformes, és la cursa del rosegador, en la qual l'ocell nidificant mou les plomes posteriors, s'ajup i fuig del depredador tot semblant un rosegador.
A més, s'ha postulat que les mostres d'amenaça, com ara la boca oberta dels Caprimúlgids i l'extensió de les ales per part del corriol cua-roig i les exhibicions sexuals, com el ball de festeig de les fredelugues, es poden incorporar a les tàctiques de distracció on l'ocell fingeix estar ferit. En ambdós casos, els components incorporats poden augmentar la visibilitat, donant lloc a una tàctica de distracció més eficaç.

### En peixos
S'ha documentat que els peixos espinosos (gasterostèids) també fan maniobres de distracció. Un mascle nidificant de punxoset, quan s'acosta un grup de coespecífics, farà una tàctica de distracció que consisteix en excavar o amorrar-se al substrat lluny del niu per tal de protegir els ous del canibalisme. S'han proposat dues explicacions per a aquest comportament. Una hipòtesi és que la maniobra va sorgir d'un comportament de festeig en què el mascle normalment "apunta" una femella que s'acosta cap al niu perquè pogués posar els ous dins d'ell. Per tant, assenyala el sediment lluny del niu que conté ous pot desviar l'atenció d'una femella caníbal mitjançant senyals sexuals. Una segona hipòtesi és que la visualització de la distracció del punxoset va sorgir del comportament de cerca d'aliment i, com a tal, representa l'alimentació falsa. En suport d'aquesta hipòtesi va ser la constatació que els grups d'aliments mixts, tots masculins i femenins responien igualment a la maniobra, cosa que no s'esperaria si de fet estigués imitant una exhibició sexual.

### En mamífers
Tot i que rarament es documenta en mamífers, a la literatura han aparegut alguns casos de tàctica de distracció. Un investigador de l'Ottawa Field-Naturalists' Club va documentar una tàctica de distracció realitzada per una femella d'esquirol vermell per protegir les cries. Quan el depredador es va acostar al niu, la femella va intentar allunyar-lo a través dels arbres produint un crits semblants al de les cries. Un estudi addicional fet Ronald Tilson, va documentar una tàctica de distracció feta per colobins en la qual un mascle crida i es mou constantment sobre les branques mentre la femella i les cries poden amagar-se en silenci.

## Costos i decisió d'efectuar la tàctica

### Riscos
Tot i que els animals que fan tàctiques de distracció rarament es documenten com a morts, existeixen riscos per a l'animal que els realitza. El biòleg Tex Sordah va observar i va documentar un cas en què un segon depredador es va sentir atret per un segon animal que ja feia una tàctica de distracció. Aquest segon animal va ser mort pel segon depredador.
A més, s'ha demostrat que alguns depredadors són "intel·ligents" o han après a reconèixer que les tàctiques de distracció indiquen un niu proper. Un estudi fet per Geir Sonerud va evidenciar com una guineu roja va augmentar el seu comportament de cerca com a resposta a la tàctica de distracció d'un gall fer i, finalment, va trobar i va matar les cries del Tetraoni.

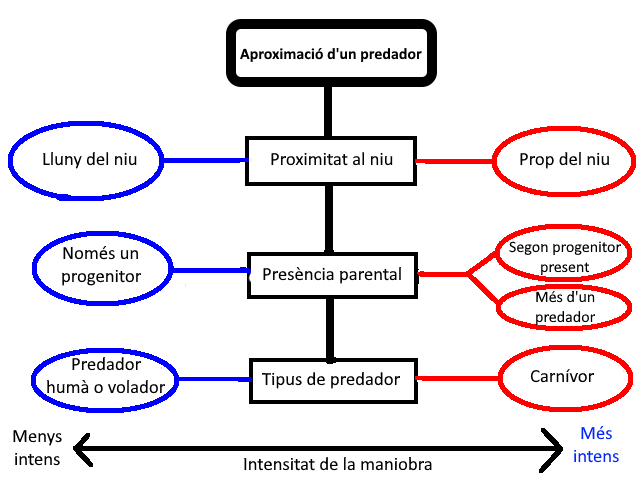
Factors que influeixen en la decisió quan s'acosta un depredador. Els cercles de l'esquerra representen circumstàncies que condueixen a visualitzacions de distraccions d'intensitat més baixa, mentre que els cercles de la dreta representen circumstàncies que condueixen a visualitzacions de distraccions d'intensitat més alta. Les diferents combinacions d'aquests cercles donen lloc a un espectre d'intensitat de tàctiques distracció.

### Factors que influeixen en la decisió
Tenint en compte aquests riscos, un animal ha de decidir quan la tàctica de distracció és una resposta adequada a un depredador. Els investigadors han trobat diversos factors importants que semblen influir en la decisió d'utilitzar una tàctica o una altra i la intensitat de la mateixa, encara que no és evident que aquests factors siguin considerats conscientment per l'animal que ho fa.
S'ha demostrat que són importants diverses consideracions que involucren al depredador, inclosa la distància del depredador al niu. S'ha demostrat que la intensitat de l'exhibició disminueix a mesura que augmenta la distància del depredador del niu, potser representant l'equilibri del risc per al progenitor que la fa i per a la vulnerabilitat de les cries. També s'ha demostrat que el tipus de depredador és important, amb els ocells que tendeixen a exhibir-se més intensament als carnívors que viuen a terra i amb menys intensitat als humans i als depredadors voladors. Finalment, també s'ha demostrat que el nombre de depredadors potencials és important en els peixos espinosos, en els quals la freqüència de distracció que mostra el mascle en un banc d'aliments, es correlaciona positivament amb el nombre de coespecífics.
A més, la presència d'un segon progenitor al niu es correlaciona amb l'augment de la intensitat de l'exhibició, potser perquè representa un risc de depredació més baix. També s'ha demostrat que el nombre de depredadors potencials augmenta la intensitat de l'exhibició, representant de nou una possible dilució del risc per a cadascun dels animals que participen en la maniobra.
En tercer lloc, el moment de realitzar la maniobra com a correlació del tipus de cries ha estat un tema d'interès particular en els ocells, amb els resultats de l'estudi que demostren que el tipus de tàctica de distracció difereix en les espècies amb cries precocials i altricials. En espècies amb cries precocials, l'exhibició de distracció és més freqüent just després de l'eclosió de l'ou, mentre que en les cries altricials és més freqüent just abans de l'eclosió. Això pot representar una major tendència a mostrar-se en els moments en què la dedicació dels pares en els joves és més gran, i els joves encara són molt vulnerables. Tanmateix, hi ha estudis que no han trobat cap correlació entre el cost de reemplaçar una cria (una mesura de la dedicació dels pares) i la freqüència de la tàctica de distracció.
Finalment, la teoria dels jocs s'ha emprat per explicar com els galls fer poden decidir exhibir-se o no basant-se en indicadors de l'abundància de depredadors "intel·ligents" l'any anterior, com ara l'abundància de rosegadors. En aquest estudi particular, es va suposar que una major abundància de rosegadors en un any pot donar lloc a taxes de natalitat més elevades entre les guineus ja que s'alimenten dels rosegadors i, per tant, una major població de guineus de primer any l'any següent. Les guineus d'un any encara no tenen prou experiència en caçar galls fer i, per tant, no poden ser considerades "intel·ligents". Com a tal, la tàctica de distracció pot ser una estratègia rendible per al gall fer durant els anys posteriors als augments de la població de rosegadors, ja que hi ha menys risc de trobar-se amb un depredador "intel·ligent". No obstant això, una població baixa de rosegadors en un any determinat pot donar lloc a taxes de natalitat més baixes entre les guineus durant aquell any, donant lloc, al següent any, a una proporció més gran de guineus adultes i experimentades. En aquest cas, els galls fer poden beneficiar-se en no exhibir-se, ja que és més probable que es trobin amb un depredador "intel·ligent".

## Altres pàgines d'interès
- Cognició animal
- Comportament d'assetjament
- Parada nupcial